# Плектр

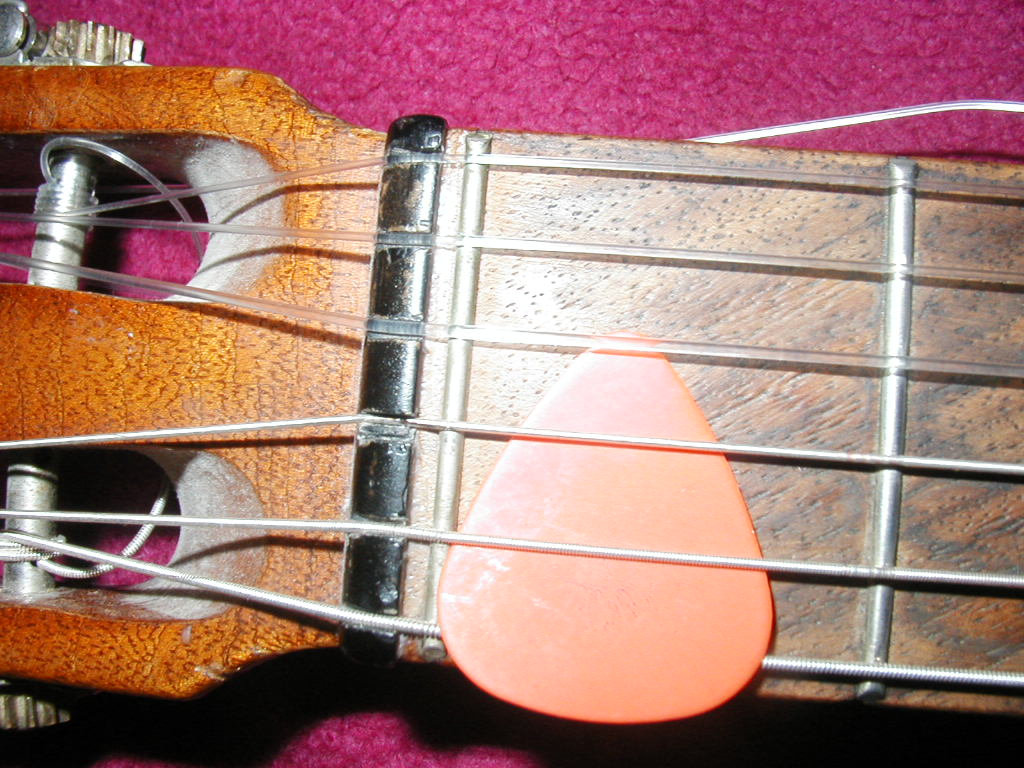
Краплеподібний плектр-медіатор для гітари

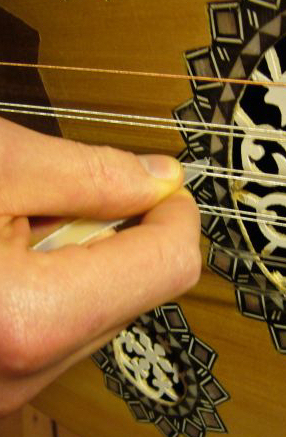
Гра за допомогою плектра ріша на уді

Плектр (через лат. plēctrum від дав.-гр. πλῆκτρον, первісно — «знаряддя для удару, тикання»), або медіа́тор (від лат. mediator — «посередник») — кісткова, пластмасова або металева пластинка, гусяче перо або кільце з «кігтем», що надягається на палець.
За допомогою плектра защипують струни і тремолюють на деяких щипкових струнних інструментах — лютні, уді, цитрі, мандоліні, домрі, кобзі, бандурі, піпі, сямісені, лавабо. Часто використовується при грі на інструментах, для яких традиційнішим є защипування струн пальцями — наприклад, на гітарі. Медіатор також широко використовується при грі на електрогітарі. Гра на ній пальцями хоча і можлива, але менш поширена.

## Різновиди плектрів

### За матеріалом
Медіатори виготовляють з наступних матеріалів:
- кора дерев (медіатори для сазу традиційно робились з кори черешні);
- гусяче перо (медіатори для волоської кобзи традиційно робились з гусячого пера);
- повсть (повстяні медіатори для укулеле);
- натуральна шкіра (медіатори для гуслів, балалайки, баса і контрабаса);
- капролон;
- черепаховий етрол;
- м'який капрон;
- целулоїд, дерлін, ПВХ та інші тверді полімери,
- метал (гітарист Браян Мей з гурту Queen вважає за краще грати не медіатором, а шестипенсовою монетою[1]).

### За товщиною та гнучкістю
- Гнучкі — 0,46 мм,
- середні — 0,96 мм,
- тверді — 1,2 мм.

### За формою
- Пластина трикутної, краплеподібної чи іншої форми, що тримається кількома пальцями руки.
- У вигляді кільця з «кігтем», що одягають на кінчик пальця.

## «Штучні кігті»

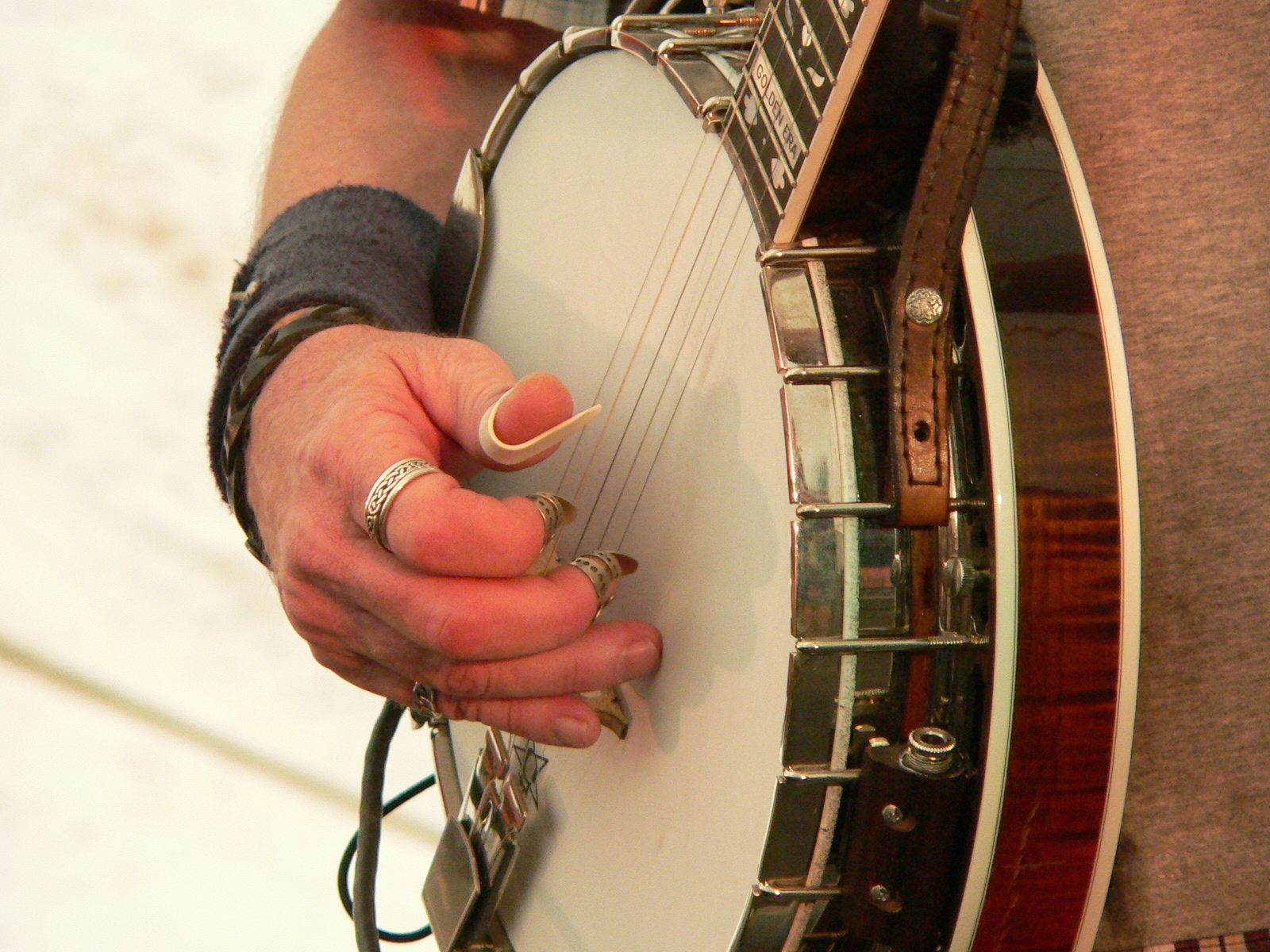
Дон Вейн Рено грає на 5-струнному банджо «штучними кігтями»

На деяких струнних інструментах (банджо, гітара, бандура, кобза тощо) використовують пристрої, що імітують кігті (звідси і назва). Спочатку це кільце з вставленим у нього шматочком пера чи шматочком дерева (як це робив кобзар Остап Вересай (див. Кобза Вересая). Зараз використовують пластикові чи металеві «кігті», виготовлені промисловим способом.

## У культурі
Брендовані медіатори музичних гуртів є досить розповсюдженою практикою на заході. Їх продають на концертах разом з футболками, кепками та іншими товарами, а також дарують, кидаючи зі сцени у натовп. Колекціонери таких медіаторів називаються пікхантерами (англ. pick hunters).